# Džang Song-tek
Džang Song-tek, severnokorejski politik in uradnik, * 22. januar 1946, Čongdžin, Severna Koreja, † 12. december 2013, Pjongjang, Severna Koreja. 
Džang je bil vodilna osebnost v vladi Severne Koreje. Bil je poročen s Kim Kjong-hui, edino hčerko severnokorejskega ustanovitelja Kim Il-sunga in njegove prve žene Kim Džong-suk ter edino sestro severnokorejskega generalnega sekretarja Kim Džong-ila. Bil je torej stric (po poroki) sedanjega voditelja Severne Koreje Kim Džong-una.
Obseg moči in položaja Džang Song-teka na Zahodu ni bil potrjen. Vendar pa so leta 2008 južnokorejski vladni uradniki in akademski severnokorejski strokovnjaki predlagali, da je imel Džang dejansko vodstvo nad Severno Korejo, medtem ko se je zdravje Kim Džong-ila poslabšalo in ko je Kim pozneje umrl. Džang je bil podpredsednik Komisije za nacionalno obrambo, položaj, ki je bil drugi za položajem vrhovnega vodje. Domneva se, da je bil povišan v generala s štirimi zvezdicami v času smrti Kim Džong-ila decembra 2011, saj se je prvič pojavil v uniformi med obiskom Kim, ki leži v državi. Džang je veljal za "ključnega političnega svetovalca" Kim Džong-una.
Decembra 2013 je bil Džang nenadoma obtožen, da je protirevolucionar, in so mu odvzeli vsa mesta v politiki ter ga izključili iz Delavske stranke Koreje (WPK). Njegove fotografije so bile odstranjene iz uradnih medijev, njegova podoba pa digitalno odstranjena s fotografij z drugimi severnokorejskimi voditelji. 13. decembra so severnokorejski državni mediji objavili, da je bil Džang dan prej po ukazu severnokorejskega voditelja Kim Džong-una ubit. Domneva se, da je bil Džang ubit s streljanjem. Pozneje so poročali, da naj bi Kim Džong-un ukazal usmrtiti tudi vse člane Džangove družine, da bi z "obsežnimi usmrtitvami" njegove družine, vključno z otroki in vnuki vseh bližnjih, popolnoma uničil vse sledi Džangovega obstoja in njegovih sorodnikov.